# Kim Čong-un
Kim Čong-un (korejsky: 김정은; hanča: 金正恩; * 8. ledna 1984 někdy také uváděné roky 1982 nebo 1983 Pchjongjang, Severní Korea) je vůdcem Korejské lidově demokratické republiky (KLDR), třetím a nejmladším synem Kima Čong-ila, bývalého nejvyššího představitele Severní Koreje. Jako vnuk zakladatele KLDR Kima Ir-sena je třetím vládcem této země z tzv. dynastie Kimů.
Od dubna 2012 stojí v čele Strany práce. Osmý stranický sjezd v lednu 2021 přejmenoval nejvyšší stranickou funkci z předsedy na generálního tajemníka. Od června 2016 je také předsedou Výboru pro státní záležitosti, který se stal nástupcem Výboru národní obrany KLDR, v jehož čele stál během téhož čtyřletého období. Od roku 2011 mu přísluší titul nejvyššího velitele Korejské lidové armády, v dubnu 2012 se stal předsedou ústřední vojenské komise Strany práce a v červenci téhož roku mu byla udělena maršálská hodnost.

## Mládí, pobyt ve Švýcarsku a studium

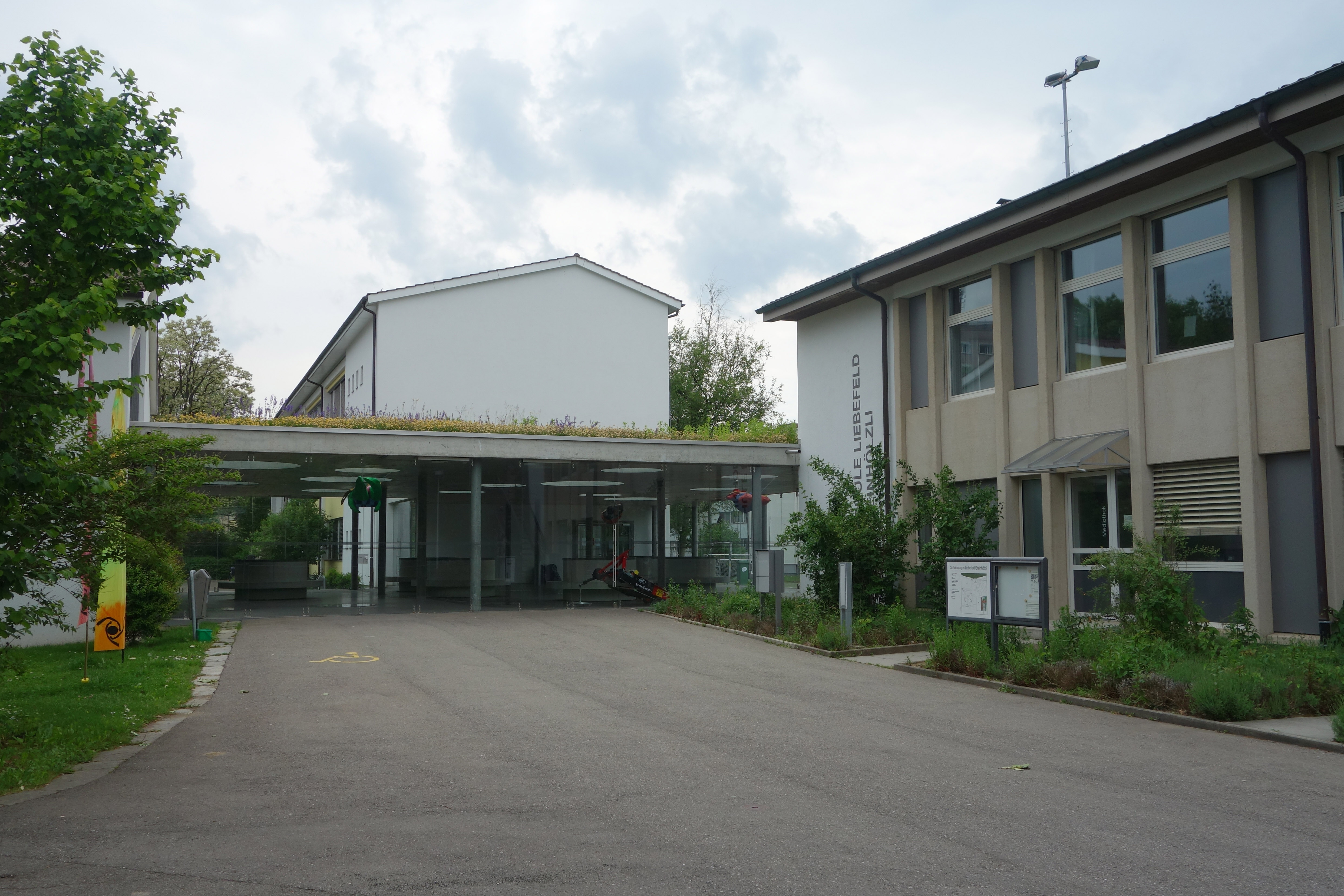
Veřejná škola Liebefeld-Steinhölzli v obci Köniz ve Švýcarsku, kterou Kim Čong-un navštěvoval v letech 1998–2000

Narodil se jako syn Kima Čong-ila a jeho milenky, podle jiných zpráv třetí manželky a bývalé tanečnice Ko Jong-hui, rozené Korejky v japonském městě Ósaka. Podle dostupných zdrojů se narodil 8. ledna 1984, severokorejské úřady nicméně tuto informaci nikdy oficiálně nepotvrdily. Ko zemřela v roce 2004 na rakovinu. Je nejmladším ze tří bratrů.
Podle původně japonských zpráv pobýval Kim Čong-un ve svém dětství a mládí, a to nejméně v letech 1993 až 1998, ve Švýcarsku pod falešnými jmény. Nejprve navštěvoval mezinárodní školu v Gümligenu blízko Bernu. Byl vcelku dobrým žákem a naučil se mluvit a psát německy a do jisté míry i anglicky a francouzsky. Ačkoliv byl dost nesmělý, vycházel dobře se svými spolužáky. Měl rád basketbal. Byl stále doprovázen starším korejským chlapcem, který byl pravděpodobně jeho tělesným strážcem.
Později vyšlo najevo, že Kim Čong-un v letech 1998–2000 pravděpodobně navštěvoval, pod krycím jménem Pak-un coby syn zaměstnance severokorejského velvyslanectví ve Švýcarsku, ještě i veřejnou školu Liebefeld Steinhölzli v obci Köniz u Bernu. Absolvoval tam sedmou a osmou třídu a část dalšího školního roku, ale pak se náhle se školou rozloučil. Jeden z jeho spolužáků prohlásil, že onen Pak-un mu tehdy prozradil svou pravou identitu coby syn severokorejského vládce. Jeho teta, sestra jeho matky, tehdy žila jako japonská státní občanka v USA, ale pobývala často ve Švýcarsku a navštěvovala Kima, přičemž se vydávala za jeho matku.
Po školní docházce ve Švýcarsku se Kim Čong-un vrátil zpět do Severní Koreje a nastoupil na vojenskou akademii. Posléze byl v letech 2002–2007 studentem Kim Ir-senovy univerzity v Pchjongjangu.

## Politická kariéra
Po dostudování vojenské akademie zasedl od dubna 2009 v Komisi národní obrany, kde se měl seznámit s nástroji moci. Dne 10. června 2009 navštívil v utajení jako zvláštní vyslanec poprvé Čínu, kde jednal o potravinové pomoci pro KLDR. Ve své vlasti začal být Kim Čong-un tehdy titulován jako vynikající soudruh.
Někteří analytici dopředu předpovídali, že Kim Čong-un v září 2010 během sjezdu Korejské strany práce dostane posty zaručující jeho nástupnictví po otci jako vůdce KLDR. Dne 27. září byl skutečně nejdříve jmenován do hodnosti čtyřhvězdičkového generála bez zveřejnění dalších okolností. Následujícího dne proběhlo jeho jmenování za tajemníka Ústřední vojenské komise Korejské strany práce a stal se i členem ústředního výboru strany. Tyto posty mu zajistily nástupnictví v nejvyšším vedení Severní Koreje po tehdy již očekávaném úmrtí jeho otce.
Kim Čong-il svého nejmladšího syna podle jihokorejského tisku vybral za svého nástupce, protože se nemohl spoléhat na své dva starší syny. Agentura AP 8. října 2010 s odkazem na náměstka předsedy stálého výboru Nejvyššího lidového shromáždění KLDR Jang Hjong-sopa oznámila, že se Kim Čong-un stane novým severokorejským vůdcem. V souvislosti s přípravou na jeho převzetí moci se objevily spekulace, že prodělal plastickou operaci, aby se podobal svému dědovi, Kim Ir-senovi.
Po smrti svého otce Kima Čong-ila dne 17. prosince 2011 se Kim Čong-un stal faktickým vůdcem Severní Koreje. Ze začátku objížděl výrobní linky KLDR, které vyrábí důležité produkty pro Severokorejské občany, aby si zajistil důvěru armády. V prosinci 2013 nechal popravit svého strýce Čang Song-tcheka, což ve světě vzbudilo negativní reakce. Tehdy ještě byly v Japonsku šířeny spekulace, že Severní Koreu ve skutečnosti může řídit pět mužů v pozadí. Další rodinný příslušník, nejstarší syn bývalého severokorejského diktátora Kim Čong-ila Kim Čong-nam, byl zavražděn pomocí bojové látky VX severokorejskou tajnou službou v roce 2017.

## Mezinárodní pozice KLDR

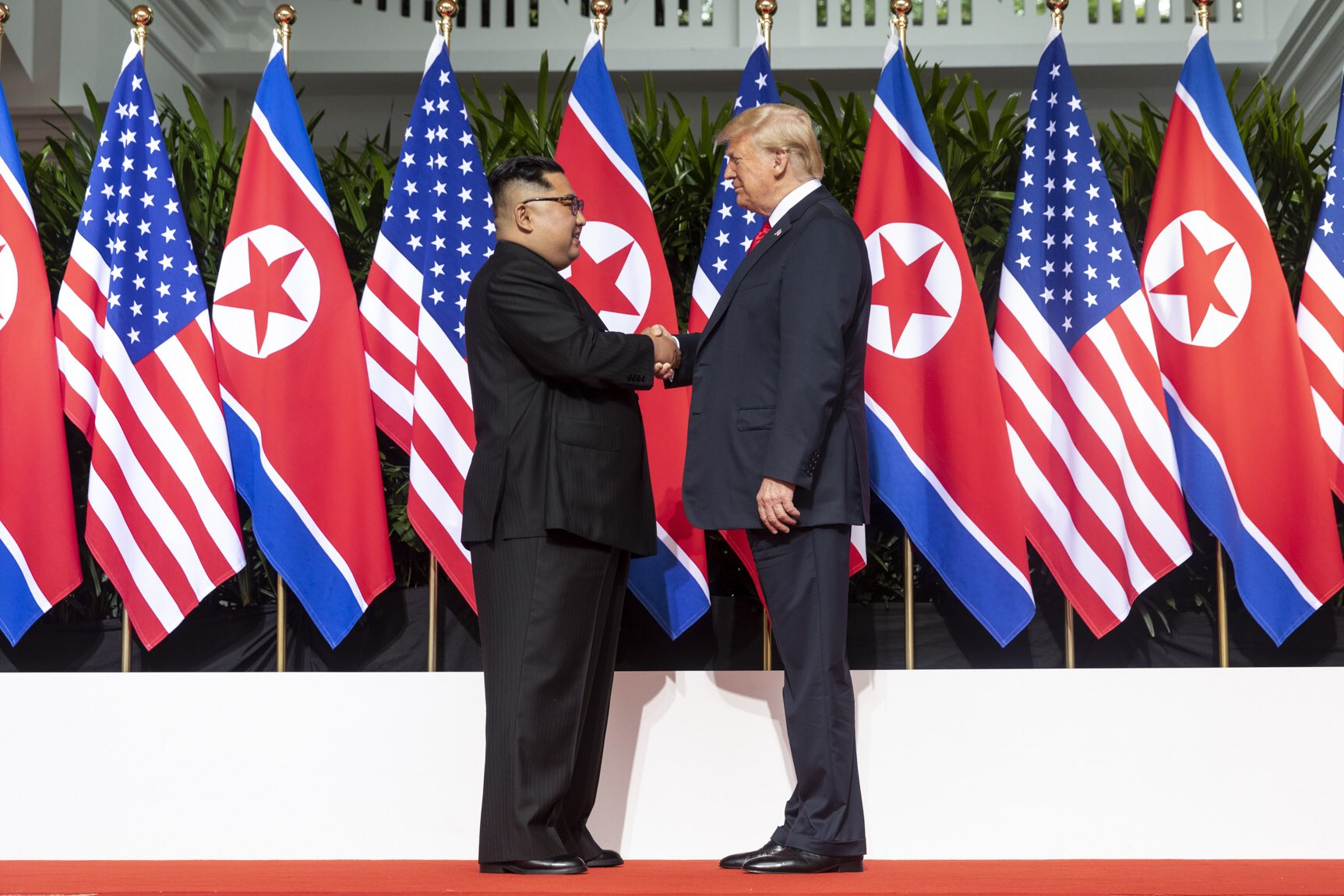
Setkání Kima Čong-una a Donalda Trumpa v Singapuru

V době vlády Kima Čong-una vyrobila KLDR několik atomových pum a vyvinula rakety se středním a údajně i dalekým doletem. To znepokojilo světovou veřejnost a hlavně Jižní Koreu a Japonsko. Rada bezpečnosti OSN uvalila v důsledku toho na KLDR velmi přísné sankce, omezující např. dodávky ropy a pohonných hmot na úplné minimum. V průběhu roku 2018 navštívil Kim dvakrát vlakem Čínu, která rovněž hlasovala pro ony sankce, je ale jinak jediným spojencem KLDR. Jednal tam s prezidentem Si Ťin-pchingem. Tyto návštěvy mu nijak podstatně nepomohly, a proto přistoupil na komplikovaná mnohostranná diplomatická jednání počínaje obdobím konání Zimních olympijských her 2018 v Jižní Koreji. Přijel také do Soulu, kde byl jeho hostitelem jihokorejský prezident Mun Če-in. Při těchto jednáních jej často zastupovala nebo doprovázela jeho oblíbená sestra Kim Jo-čong. Jako pozornost hostovi byly v Soulu při recepci podávány švýcarské speciality rösti (cmunda) a bernská tvarohová buchta.
Dne 12. června 2018 se konal v Singapuru summit, při kterém se Kim Čong-un setkal s prezidentem Spojených států Donaldem Trumpem. Oba politici dospěli k závěrům, které by mohly dalekosáhle ovlivnit situaci v celé Koreji. USA budou dohlížet na plnění úmluvy o postupném atomárním a raketovém odzbrojení KLDR. Samy chtějí eventuálně zastavit společné manévry vojsk USA a Jižní Koreje. Je také možné, že dosavadní stav pouhého příměří v Koreji bude upraven mírovou smlouvou. Sankce uvalené Radou bezpečnosti OSN vůči KLDR však zůstanou v platnosti tak dlouho, dokud tato země nesplní všechna očekávání. KLDR by ráda navázala diplomatické styky s USA.
26. února 2019 přijel Kim přes Čínu na hranice Vietnamu ve svém zvláštním vlaku. Poté pokračoval v cestě do hlavního města Hanoje ve svém obrněném automobilu značky Mercedes S 600 Pullman Guard. Tam se sešel s prezidentem USA Donaldem Trumpem. Bylo to druhé jejich setkání po Singapurském summitu v červnu 2018. Přes zčásti přehnaná očekávání ve světě však tato schůzka nepřinesla žádné hmatatelné výsledky. Kim nebyl ochoten přistoupit na úplné odzbrojení severokorejského atomového arzenálu, nýbrž nabízel pouze částečné odzbrojení výměnou za zrušení přísných hospodářských sankcí vůči svému režimu. To však Trump a americká vláda odmítli. Summit skončil o dvě hodiny dříve, než bylo plánováno. Trumpovo rozhodnutí skončit summit bez výsledku zhodnotil vůdce demokratické menšiny v Senátu USA Chuck Schumer pozitivně: „Prezident udělal dobře, že přerušil rozhovory a vzdal se dobré fotografie výměnou za špatný obchod.“

## Osobní život
Jeho manželkou je od roku 2009 Ri Sol-ču, která se však po jeho boku začala objevovat až v červenci 2012. Pravděpodobně rovněž v roce 2012 Kimovi porodila dceru jménem Ču-e. Svět s tímto faktem seznámil bývalý americký basketbalista Dennis Rodman, který tak prozradil skutečnost, ke které se severokorejský režim nevyjadřuje. Nikdy nebylo oficiálně potvrzeno těhotenství Ri Sol-ču, a ani datum narození dítěte není známo. Kim Čong-un má podle diplomatického zdroje z Pekingu zřejmě ještě jednu nemanželskou dceru, která se narodila v roce 2010. S dcerou Kim Ču-e se v první polovině 20. let začal stále častěji objevovat na veřejnosti, z čehož pozorovatelé usuzují, že se ji snaží představovat jako jeho možnou nástupkyni.
V dubnu roku 2020 proběhly médii spekulace o špatném zdravotním stavu nebo možném úmrtí Kim Čong-una. Dne 15. dubna se neobjevil na veřejnosti při příležitosti výročí narození Kim Ir-sena. Následně byla publikována spekulace, že 12. dubna měl podstoupit kardiovaskulární operaci a 24. dubna do KLDR prý přijeli lékaři a úředníci Čínské lidové republiky. Dne 1. května byl Kim Čong-un opět viděn na veřejnosti, jak otevírá továrnu na hnojiva. Od té doby se dlouho neobjevil, což dle serveru NK News není vůbec běžné. Dne 2. června 2020 byl znovu spatřen při návštěvě dětského domu a od té doby se znovu začal objevovat na veřejnosti.